# Kamata

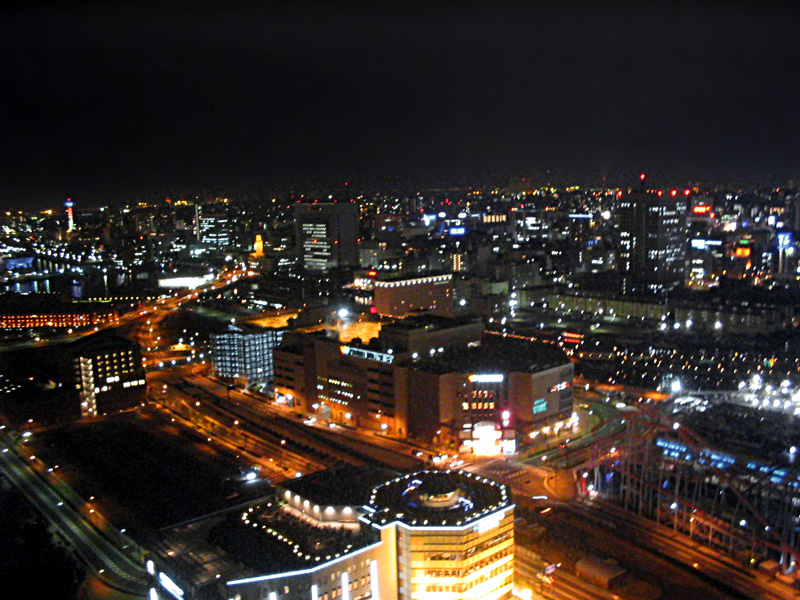
Vue nocturne de Kamata.

Kamata (蒲田) est le centre administratif de l'arrondissement d'Ōta (大田区) et le lieu nodal des transports du sud de Tōkyō.

## Commerce
Kamata est un lieu de détente et de divertissement regroupant plusieurs grands magasins et centres commerciaux : Tōkyū, Sun Kamata, Palio et Yuzawaya.
La gare est entourée de nombreux passages commerçants (shotengai), galeries marchandes, boutiques traditionnelles et plusieurs boutiques avec des produits à prix réduits.
Toyoko Inn a son siège dans le quartier Kamata.

## Transport
La gare de Kamata permet l'accès aux réseaux de Tōkyū et JR East.
La gare de Keikyū Kamata (京急蒲田駅) du réseau Keikyū est située à 700 m à l'est de la gare principale.
Elle relie l'aéroport international de Tōkyō-Haneda à l'est, Kawasaki, Yokohama et leurs banlieues à l'ouest. Il existe un projet de jonction des deux gares d'ici dix ans.

## Cinéma
Kamata était un lieu important du cinéma japonais d'après guerre avec les plateaux de cinéma de la Shôchiku qui ont ensuite été transférés à Ōfuna (ja)
Yasujirō Ozu y a tourné plusieurs films.
Le quartier et le déclin des plateaux de cinéma ont inspiré un film célèbre au Japon, La Marche de Kamata de Kinji Fukasaku (1982), où un acteur vieillissant se trouve bouleversé par l'arrivée de la modernité.